# Avant Browser
Avant Browser ist ein Webbrowser, der nach je nach Konfiguration die Browser-Engine Trident des Internet Explorers, Gecko von Firefox oder WebKit von Chrome verwendet. Die grafische Benutzeroberfläche hatte Opera (in der Anwenderfreundlichkeit bis Version 12) als Vorbild. Der Avant Browser wollte ursprünglich die Vorteile des Internet Explorers und von Opera vereinen, weshalb Avant zu Beginn IEOpera hieß. Die erste Version wurde am 30. Januar 2004 veröffentlicht. Ab Oktober 2011 wurden Gecko und Webkit als zusätzliche frei wählbare Engine hinzugefügt. Im Frühjahr 2020 wurde die Weiterentwicklung des Browsers – insbesondere auch die Einarbeitung von Sicherheitsupdates – seitens des Autors eingestellt.

## Hersteller/Autoren
Avant Browser war Freeware eines chinesischen Programmierers, der unter dem Namen Anderson Che auftritt. Auf der Kontaktseite des Internetauftritts von Avant Browser werden nur Forums- und E-Mail-Adressen ohne weitere Angaben genannt.

## Merkmale
Der Browser fügte in der „kleinen Version“ dem Internet Explorer 6 zahlreiche Merkmale hinzu. Diese können in Komfortmerkmale, die das Surfen mit Avant gegenüber dem IE erleichtern und in Sicherheitsmerkmale, die das Surfen sicherer machen, unterteilt werden. Einige dieser Merkmale sind in mittlerweile erschienenen späteren Internet Explorer-Versionen (ab 7) bereits integriert gewesen.
Die „Ultimate Version“ des Avant Browsers vereint, wie der Browser Lunascape, drei unterschiedliche Web-Engines in einem Browser. Der Anwender kann auf Trident des Internet Explorers, Gecko des Firefox' und Webkit von Google Chrome zugreifen. Nutzer können damit durch einfache Einstellung per Mausklick wählen, welche Web-Engine für die Darstellung der Webseiten verwendet werden soll.

### Komfortmerkmale
- Avant Browser erweitert den Internet Explorer um einen Pop-up- und einen Werbebannerblocker. Die Software blockiert bereits zahlreiche vorgegebene Schlagwörter, jedoch kann der User auch selber jede gewünschte URL und auch ganze Webserver blocken. Genauso können Ausnahmen definiert werden.
- Des Weiteren unterstützt Avant das Tabbed Browsing, womit mehrere Webseiten in einer Instanz geöffnet werden können. Außerdem erlaubt er das gleichzeitige Öffnen mehrerer Startseiten.
- Über eine Symbolleiste können direkt aus der Oberfläche bestimmte Suchmaschinen wie Google oder Yahoo aufgerufen werden.
- Das Aussehen des Browsers kann über Skins verändert werden. 23 Skins werden bei der Installation mitgeliefert, viele andere von Fans gestaltete können heruntergeladen werden.
- Es können URL-Kürzel definiert werden, so dass zum Beispiel die Eingabe eines „w“ in die Adresszeile genügen könnte, um die Wikipedia aufzurufen.
- Ebenfalls möglich ist eine einfach anpassbare Schnellsuche. So ist z. B. vordefiniert, dass die Eingabe von g Suchbegriff eine Google-Suche startet. Die Schnellsuche ist ein Merkmal, die der Internet Explorer schon in früheren Versionen schon selbst hat, dort ist sie aber nur über die Registrierungsdatenbank konfigurierbar, es fehlt also eine Oberfläche zur komfortablen Eingabe und Pflege der Kürzel.
- Mausgesten: Viele wichtige Aktionen können über eine Mausgeste bei gedrückter Maustaste ausgelöst werden.
- Die Sprache des Browsers ist im Original Englisch, allerdings wurde er mittlerweile in 43 Sprachen übersetzt, darunter auch Deutsch. Diese Sprachen sind in der Installationsdatei enthalten und müssen nicht gesondert heruntergeladen werden.
- Avant kann mehrere Websites horizontal oder vertikal angeordnet in einer Instanz anzeigen.
- Das Werkzeug hat einen eingebauten Feedreader, mit dem man RSS- und Atom-Web-Feeds direkt im Browser lesen kann.
- Im Browser ist eine Proxyverwaltung integriert, mit der man schnell zwischen verschiedenen Proxys wechseln kann.
- Im Browser sind auch fünf Speichermöglichkeiten für Webseiten eingearbeitet: drei Screenshot-Optionen (eigens gewählter Ausschnitt, sichtbares Bild, ganze Webseite, alles als jpg), Webseite als Text oder HTML.
- Onlinespeicherung aller Einstellungen und Favoriten, so dass diese auch von anderen Rechnern oder nach Datenverlust verfügbar sind.
- Avant Browser ist auch als portable Version erhältlich, die sich von einem USB-Stick aus an jedem Windows-Computer verwenden lässt, ohne immer wieder neu installiert zu werden. So hat der Anwender alle individuellen Browser-Einstellungen wie Lesezeichen, Favoriten, RSS-Feeds oder Passwörter überall immer zur Hand.

### Sicherheitsmerkmale
- Soweit Avant mit der Engine des Internet Explorers genutzt wird, ist er für viele Exploits und Hacks, die für den IE geschrieben wurden, ebenfalls anfällig. Dies gilt jedoch nur für die Nutzung der IE-Engine. Bei Nutzung der Firefox- und Chrome-Engine gelten die dortigen weniger gravierenden Sicherheitsanfälligkeiten.
- Um die Sicherheit des Browsers zu erhöhen, können ActiveX, JavaScript und Flash-Animationen direkt aus dem Menü abgestellt werden, ein Umweg in die Tiefe der Browser-Optionen wie beim IE unterbleibt. Ebenfalls mit einem Mausklick können Videos, Klänge oder sämtliche Bilder abgeschaltet werden, was u. a. nützlich sein kann, um Bandbreite oder Transfervolumen zu sparen.
- Avant Browser löscht auf Wunsch bei jedem Beenden alle Spuren, die beim Surfen auf dem Rechner zurückgeblieben sind, unter anderem Cookies, eingegebene URLs, in Formulare eingegebene Passwörter oder die temporären Webdateien.
- Nach einem Computerabsturz stellt Avant Browser auf Wunsch alle zuletzt besuchten Webseiten wieder her.